# Saint-Barthélemy, Manche
Saint-Barthélemy  là một xã thuộc tỉnh Manche trong vùng Normandie tây bắc nước Pháp. Xã này nằm ở khu vực có độ cao trung bình 300 mét trên mực nước biển.